# Кертини-Малі
Кертини-Малі (пол. Kiertyny Małe, нім. Klein Kärthen) — село в Польщі, у гміні Бартошиці Бартошицького повіту Вармінсько-Мазурського воєводства.
У 1975-1998 роках село належало до Ольштинського воєводства.